# História do Quênia
A História do Quênia é uma série de estudos sociais sobre a história do Quênia, um país localizado na África Ocidental.

## Pre-história
Quênia foi o país onde foram descobertos os mais antigos vestígios de pré-hominídeos, tendo sido ocupado, no início, por povos próximos aos boxímanes. Os restos antropológicos encontrados perto do lago Turkana indicam que existiram antepassados do homem, hominídeos primitivos, nessa área há 2.600.000 anos. O assentamento das atuais etnias africanas data do século X. Antes do ano mil, clãs de povos nilóticos, denominados hima, invadiram a África oriental; eram povos pastores com um núcleo aristocrático que desenvolveram reinos poderosos. As invasões das populações bantas vindas do Norte, depois do século XIV, forçaram o deslocamento dos nilóticos até Uganda e Tanzânia. Os povos bantos, entre os quais a tribo dos kikuyu, estabeleceram-se no interior, organizando-se em clãs, e constituíram reinos. No século XVII, chegou o povo pastoril masai, vindo do norte, que entrou em choque com o povo banto. Fixados no norte, perto da Somália, no século XIX, foram deslocados pelo povo agrícola kikuyu.
Os documentos históricos mais antigos sobre a região mostram que, pelo menos desde o século VIII da era cristã, os árabes se estabeleceram no litoral e dominaram o comércio com o sul da Arábia. Foram estabelecidas várias cidades-estado Zenj, dominadas pelo sultanato de Omã e Muscat. Os portugueses tentaram monopolizar o comércio do Oceano Índico e, entre os séculos XV e XVII, apesar da resistência, o domínio árabe foi substituído pelo dos lusos, que conquistaram Mombaça em 1505.

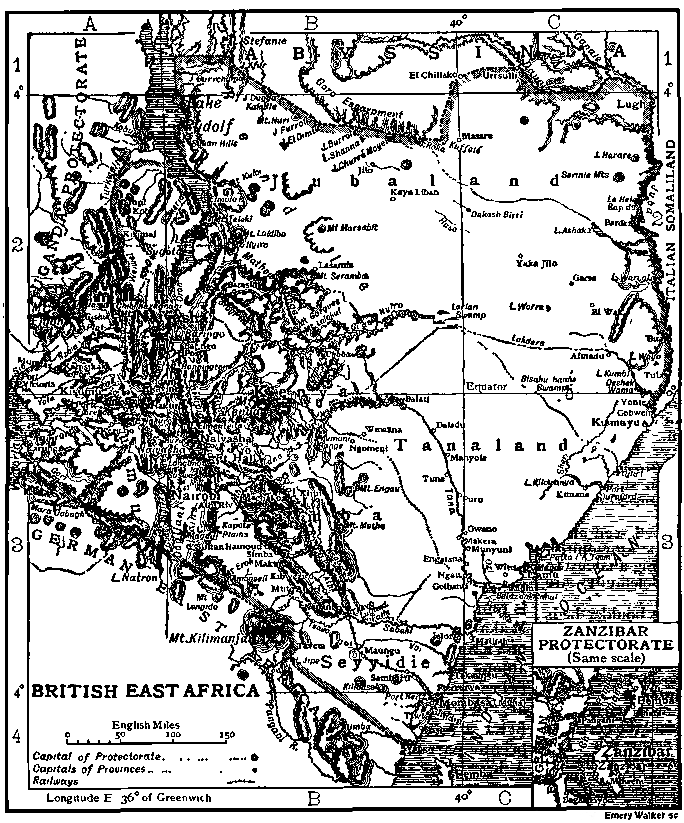
Mapa do Quênia em 1911.

Depois de holandeses e ingleses lhes arrebatarem o comércio no século XVII, os estados Zenj recuperaram sua independência. Estabelecidos na ilha de Zanzibar, os árabes do sultão de Omã retomaram o controle das cidades-estado zona costeira e floresceu o comércio de escravos que, a partir de Zanzibar e Mombasa, se estendeu para o interior. Por volta de 1840, a Inglaterra iniciou o comércio costeiro no Quênia. Em 1873, os britânicos aboliram o comércio de escravos dos árabes. Em 1886, os britânicos, a pretexto de acabar com a pirataria, apoderaram-se de toda a região.
Os primeiros europeus a explorarem o interior do território queniano foram os alemães Johann Ludwig Krapf e Johannes Rebmann, missionários que se estabeleceram em Rabai, no território da tribo manyika, em 1848. Na Conferência de Berlim de 1885, onde se delimitaram as áreas de influência das potências européias, porém, a região foi entregue ao Reino Unido, que a confiou em regime de monopólio à Companhia Imperial da África Oriental Britânica. Em 1887 a companhia comercial assegurou o arrendamento da faixa costeira, cedida pelo sultão de Zanzibar.
O Protetorado Britânico Africano Oriental foi criado em 1896, quando milhares de indianos foram trazidos para trabalhar na construção de uma ferrovia entre o porto de Mombaça e as férteis terras do lago Vitória, concluída em 1902, e para as tarefas que os africanos se mostravam resistentes a executar. Os colonos gozaram de relativa autonomia, com um conselho legislativo formado em 1907.

## Séculos XX e XXI
Em 1920, o Reino Unido reafirmou seu domínio e transformou o protetorado em colônia britânica do Quênia, uma dependência da Oficina Colonial Britânica. Nesta época, uma grande área das "Terras Altas Brancas" havia sido reservada para colonização, enquanto "reservas nativas" eram criadas para separar as duas comunidades. Durante a década de 20, houve considerável imigração proveniente da Grã-Bretanha.

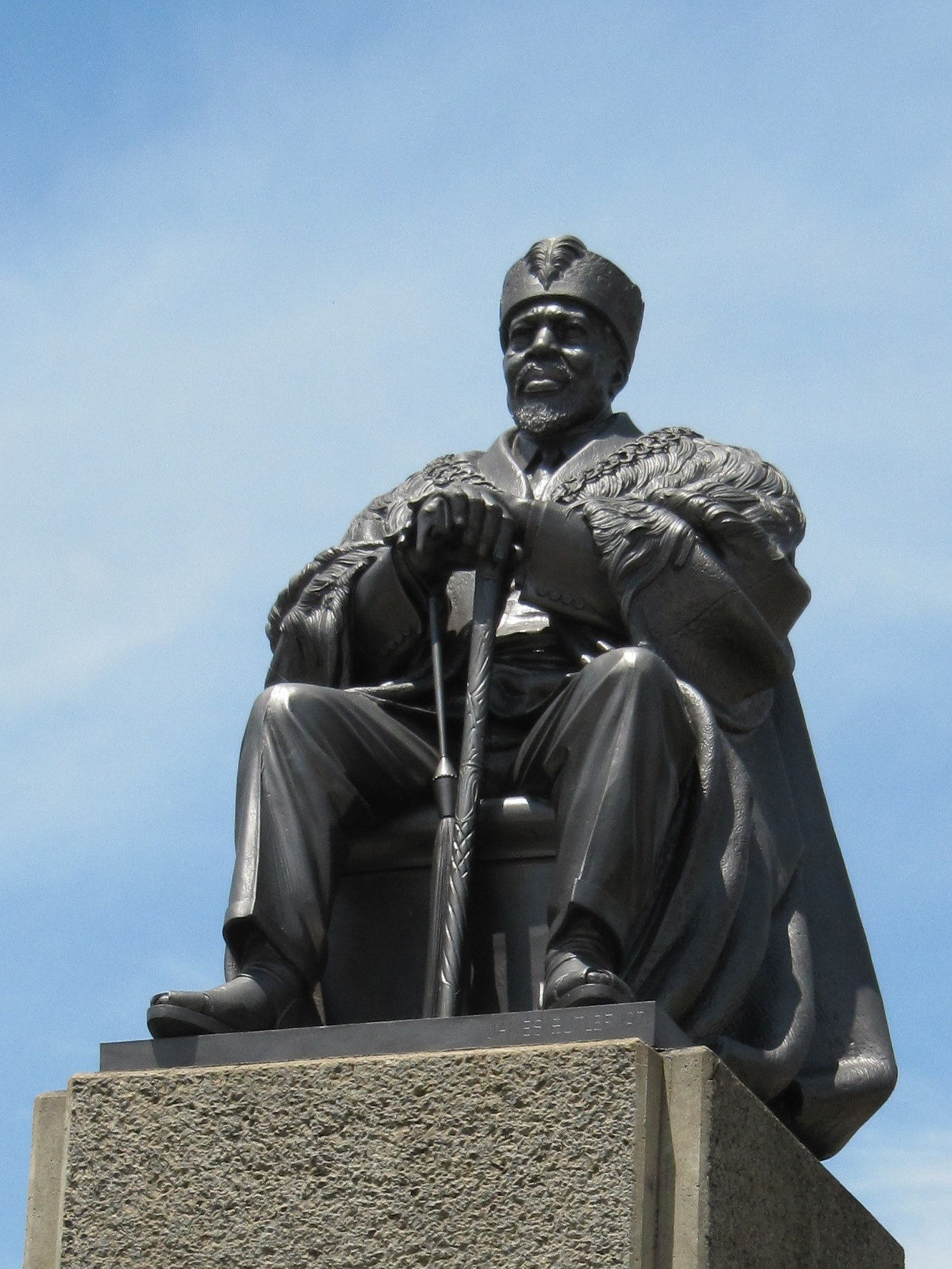
Estátua de Jomo Kenyatta.

Nas duas décadas que precederam a Segunda Guerra Mundial, os europeus monopolizaram as melhores terras cultiváveis, e teve início um confronto político entre britânicos e indianos, que se consideravam insuficientemente representados nos órgãos de governo da colônia. A Associação Central dos Kikuyu, fundada em 1921 e reformulada em 1925, também passou a exigir sua participação no poder. Em 1925, Jomo Kenyatta liderou o movimento nacionalista, que exigiu a restituição das terras aos Kikuyus (quicuios). Em 1944, foi formada uma organização nacionalista, a União Africana do Quênia (KAU), que pregava a redistribuição da terra e tinha como líder Jomo Kenyatta. Em 1952, uma sociedade secreta kikuiu, ou Mau Mau, levantou-se contra o domínio colonial na denominada revolta dos Mau-Maus, que deu origem a uma longa guerra, que se prolongou até 1960 e representou um duro golpe ao desenvolvimento econômico. A KAU foi proscrita e Kenyatta, líder da rebelião, preso, sendo libertado em 1961. A eleição de 1961 levou os dois partidos africanos, a União Nacional Africana do Quênia (KANU) e a União Democrática Africana do Quênia, a aliarem-se no governo.

### Independência
Em dezembro de 1963, o Quênia tornou-se Estado independente, membro da Commonwealth (Comunidade Britânica), e constituiu-se em república no ano seguinte, sob a presidência do carismático Kenyatta (KANU), o qual foi reeleito em 1969 e 1974. O governo de Kenyatta foi moderado, pró-ocidental e progressista. Até o final da década de 1960, o Quênia era, na prática, um Estado de partido único. Um grande número de investidores estrangeiros instalou-se no país; o turismo se expandiu e tornou-se a mais importante fonte de divisas.

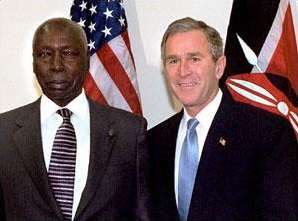
Daniel arap Moi com George W. Bush.

Após a morte de Kenyatta em 1978, assumiu o poder Daniel Arap Moi, único candidato à presidência nas eleições do ano seguinte. Arap Moi manteve a mesma orientação política do antescessor. A oposição ao presidente cresceu, culminando com uma sangrenta tentativa de golpe de Estado, ainda em 1982. Muitos dirigentes foram presos. No mesmo ano a Assembleia Nacional declarou, oficialmente, o monopartidarismo no país. Seguiu-se um período de censura e perseguição política aos opositores do regime, liderado pelo partido da União Nacional Africana do Quênia (KANU). As eleições de 1983 testemunharam o retorno à estabilidade relativa, ainda sob a presidência de Arap Moi, mas o regime mostrou-se cada vez mais corrupto e autocrático. Em 1988 Moi foi indicado para cumprir um terceiro mandato. Dois anos depois, uma aliança entre intelectuais, advogados e o clero começou a exercer pressões sobre o governo para legalizar os partidos de oposição. Alguns dos membros da aliança foram presos, outros assassinados.

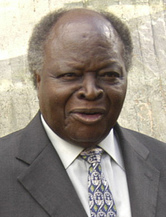
Presidente Mwai Kibaki.

Em dezembro de 1991, por causa da pressão do Fórum pela Restauração da Democracia, apoiado por alianças ocidentais, Moi aceitou com relutância empreender reformas políticas, entre as quais a criação de um sistema político multipartidário. A tensa situação continuou durante o ano de 1992, com manifestações, distúrbios e greves. Vários novos partidos políticos foram registrados, alguns dos quais concorreram às primeiras eleições presidenciais livres, em dezembro do mesmo ano. Arap Moi venceu as eleições pluralistas e assumiu seu quarto mandato, embora sobre ele pesasse a acusação de ter fraudado os resultados. O Parlamento foi fechado, apesar dos protestos da oposição. Em 1993, o governo continuou a restringir a atividade da oposição e foi acusado de incitar a violência étnica, numa tentativa de desacreditar o regime político pluralista. A entrada de cerca de 500 mil refugiados procedentes da Somália, da Etiópia e do Sudão fez crescer os problemas para o governo queniano. Em 2004, não podendo se reeleger, de acordo com a Constituição, D. A. Moi retirou-se ao final do mandato. A oposição venceu amplamente as eleições e Mwai Kibaki tornou-se Presidente da República.